# أبو بكر فوفانا
أبو بكر فوفانا (بالفرنسية: Boubacar Fofana)‏ (مواليد 6 نوفمبر 1989) هو لاعب كرة قدم غيني .
احترف في البرتغال وفي السعودية في أندية الاتفاق والخليج .

## وصلات خارجية
- أبو بكر فوفانا على موقع اتحاد تركيا (لاعب) (الإنجليزية)
- أبو بكر فوفانا على موقع قاعدة بيانات كرة القدم.إي يو (الإنجليزية)
- أبو بكر فوفانا على موقع ناشيونال فوتبول تيمز (الإنجليزية)
- أبو بكر فوفانا على موقع Soccerway.com (الإنجليزية)
- أبو بكر فوفانا على موقع عالم كرة القدم.نت (الإنجليزية)
- أبو بكر فوفانا على موقع AS.com (الإسبانية)
- صفحة اللاعب على Zerozero
- صفحة اللاعب على ForaDeJogo